# Parque Nacional de Jericoacoara
O Parque Nacional de Jericoacoara situa-se nos municípios de Jijoca de Jericoacoara, Cruz e Camocim, no litoral oeste do estado do Ceará, no Brasil. Possui uma área de 8 850 hectares. O perímetro do parque é de 49 929,4 metros. É administrado pelo Instituto Chico Mendes de Conservação da Biodiversidade (ICMBio). Está localizado a 300 km a oeste da capital do estado, Fortaleza. Abriga a internacionalmente conhecida Praia de Jericoacoara.

## Objetivos
Proteger e preservar amostras dos ecossistemas costeiros, assegurar a preservação de seus recursos naturais e proporcionar pesquisa científica, educação ambiental e turismo ecológico.

## Atrativos
Até 1985, Jericoaquara era apenas uma pequena aldeia de pescadores, perdida entre dunas e isolada, até sua descoberta pela indústria do turismo, que a fez alçar fama internacional. Já foi matéria de vários programas de televisão e publicações importantes no mundo inteiro. O jornal americano The Washington Post escolheu sua praia de mesmo nome como uma das dez mais belas praias do planeta em 1994. Jericoaquara também foi cenário do filme brasileiro A Ostra e o Vento, de 1997.

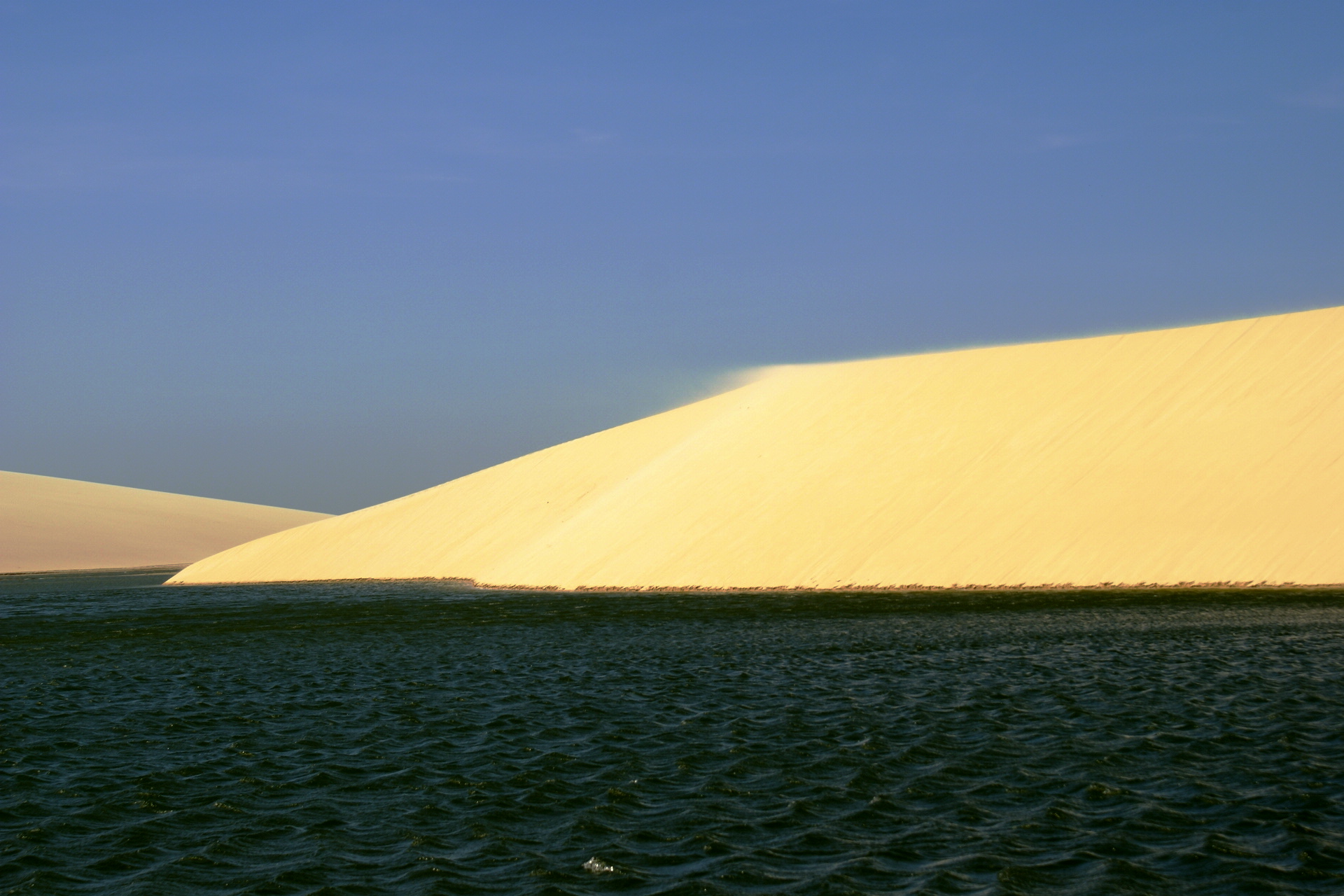
Dunas de Jericoacoara.

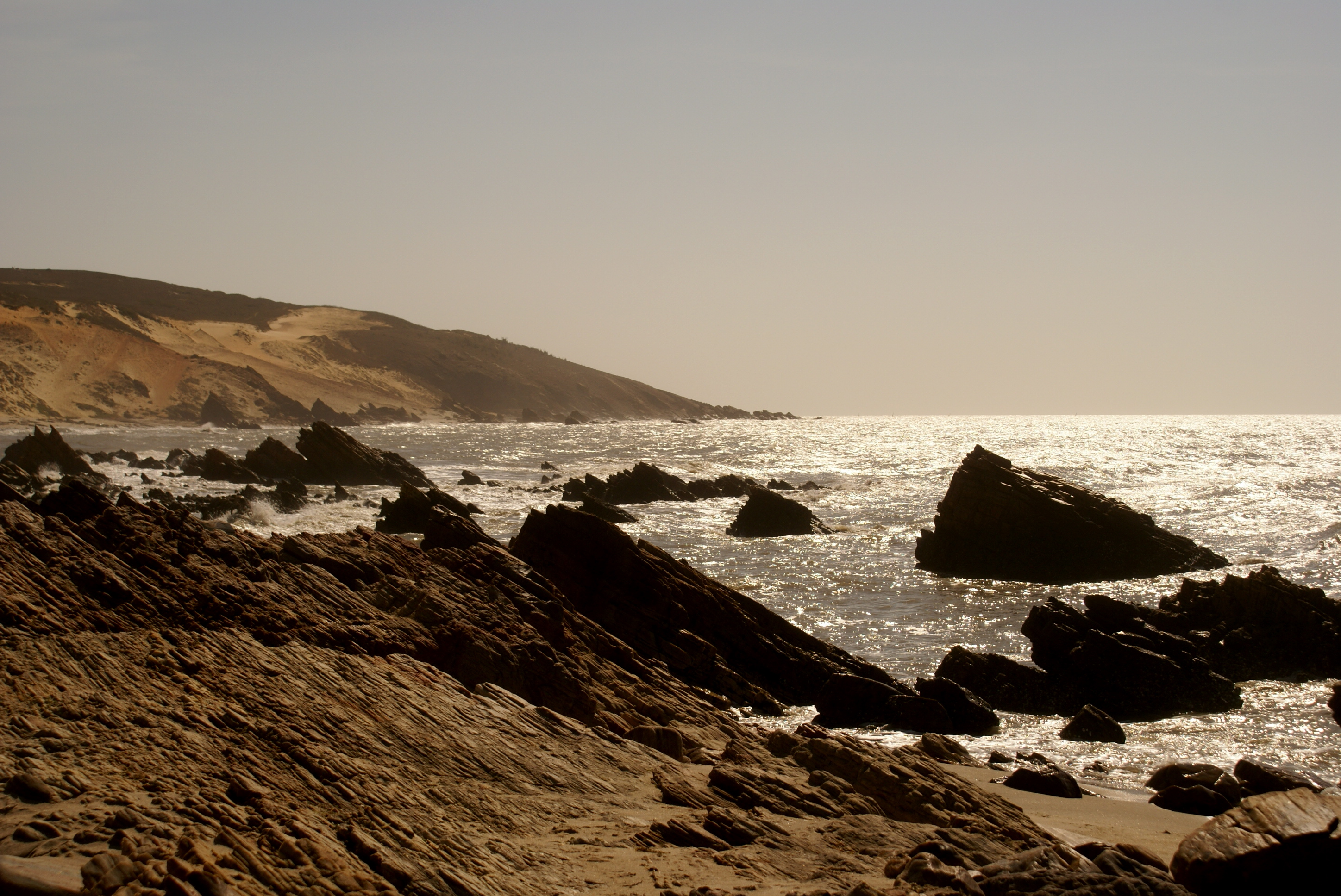
Costa do Parque Nacional.

A Unidade de Conservação possui um grande potencial turístico. A partir da Vila de Jericoacoara, os turistas têm a oportunidade de realizar diversos passeios para visitar atrativos como o Serrote, a Pedra Furada e a Árvore da Preguiça (um peculiar mangue-de-botão, Conocarpus erectus), além de passeios de canoa pelos manguezais do Rio Guriú, para avistamento dos cavalos-marinhos (Hippocampus reidi).
O monumento da Pedra Furada, formação rochosa considerada ícone de Jericoacoara e um dos principais cartões postais do Ceará, é visitada por um grande número de turistas brasileiros e estrangeiros.
O Serrote, por sua vez, formação rochosa que se eleva ao nordeste da Vila de Jericoacoara, apresenta o ponto culminante do parque, onde está localizado o farol a uma altitude de 95 metros. Do campo das dunas, que se estende por quase toda a extensão do parque, destaca-se a Duna do Pôr do Sol. Há ainda passeio ecológico nos manguezais e nas lagoas temporárias.
As praias são, todavia, a maior atração do Parque Nacional, tendo uma grande variedade, desde as que possuem grande número de frequentadores até as isoladas ou propícias para prática de esportes náuticos e radicais.
Também há a opção de realizar passeios a cavalo pelas praias e dunas do Parque, além de passeios de buggy junto a operadores de turismo locais para conhecer atrativos situados na unidade de preservação, como a Lagoa do Paraíso, Lagoa Azul e Tatajuba, por exemplo.

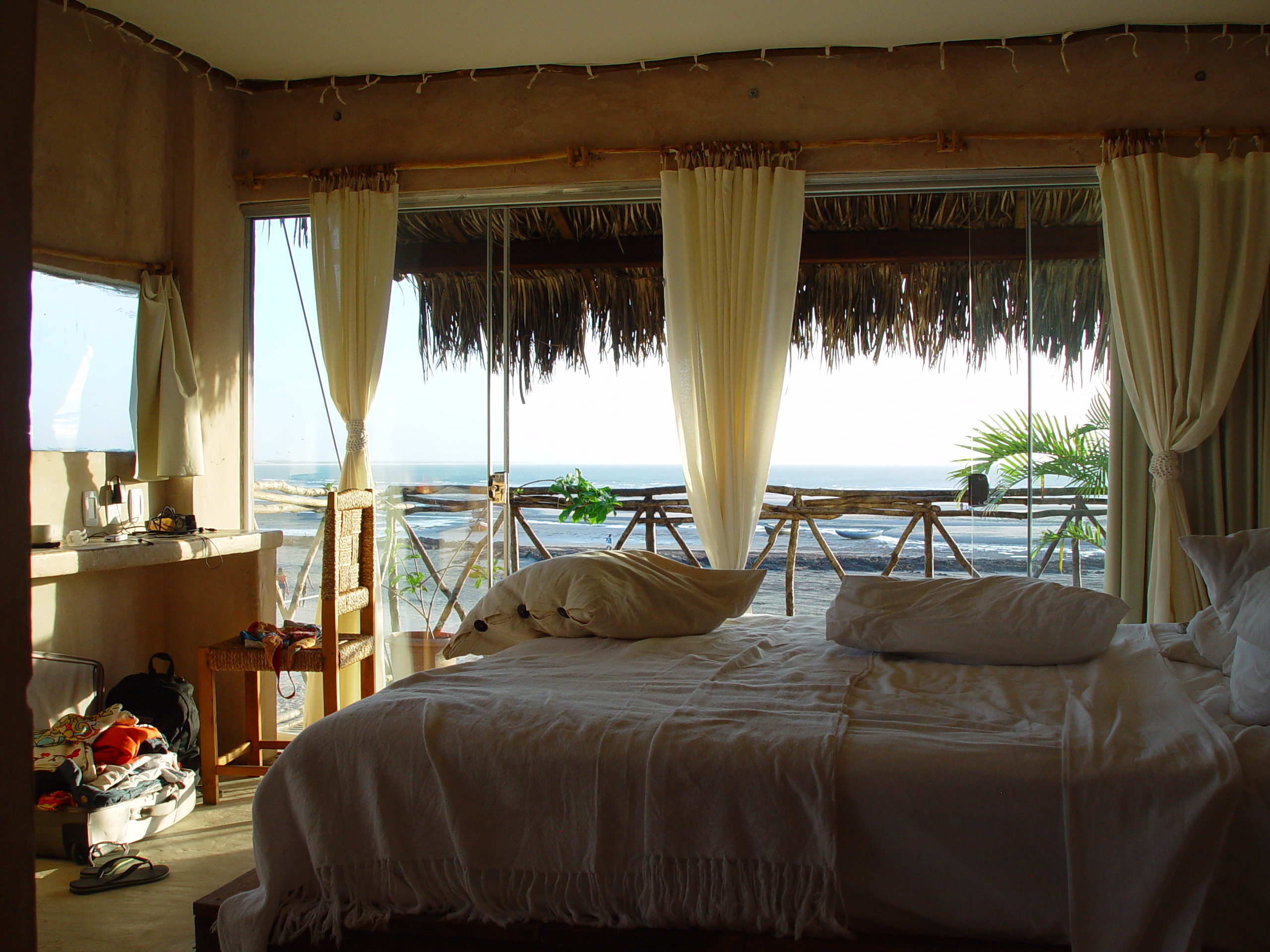
Pousada típica em Jericoacoara

O Parque Nacional e Vila de Jericoacoara abrigam uma enseada cuja praia está voltada para o poente, o que possibilita que turistas e moradores contemplem diariamente o sol se pondo sobre o mar.
Existem inúmeras atividades no local: caminhadas, passeios de cavalo, trilhas, além das atrações culinárias, de artesanato e lojas das vilas. O parque é marcado, ainda, pela prática de esportes radicais, como o surf, windsurf, kitesurf, sandboard e SUP.
A reserva possui inúmeros atrativos, muitos deles somente acessíveis por meio de veículos de tração, dentre os quais se destacam:
- Barra do Rio Guriú: localiza-se a 10km de distância da vila principal de Jericoacoara, seguindo pelo litoral oeste. Deu nome a uma pequena vila de pescadores nos seus arredores. Ele determina o limite oeste do Parque Nacional de Jericoacoara.

- Farol: um dos lugares mais visitados para ver a lua e o sol nascerem. É Alimentado por energia solar.

- Lagoa Azul: lagoa de água doce e cristalina cercada por vegetação nativa, tem a alcunha popular de Caribe Nordestino.

- Lagoa do Paraíso: localiza-se na sede do município Jijoca. São 15km² de água doce e transparente, cercada por grandes dunas. Também é chamada de Lagoa de Jijoca e é muito procurada para o velejo.

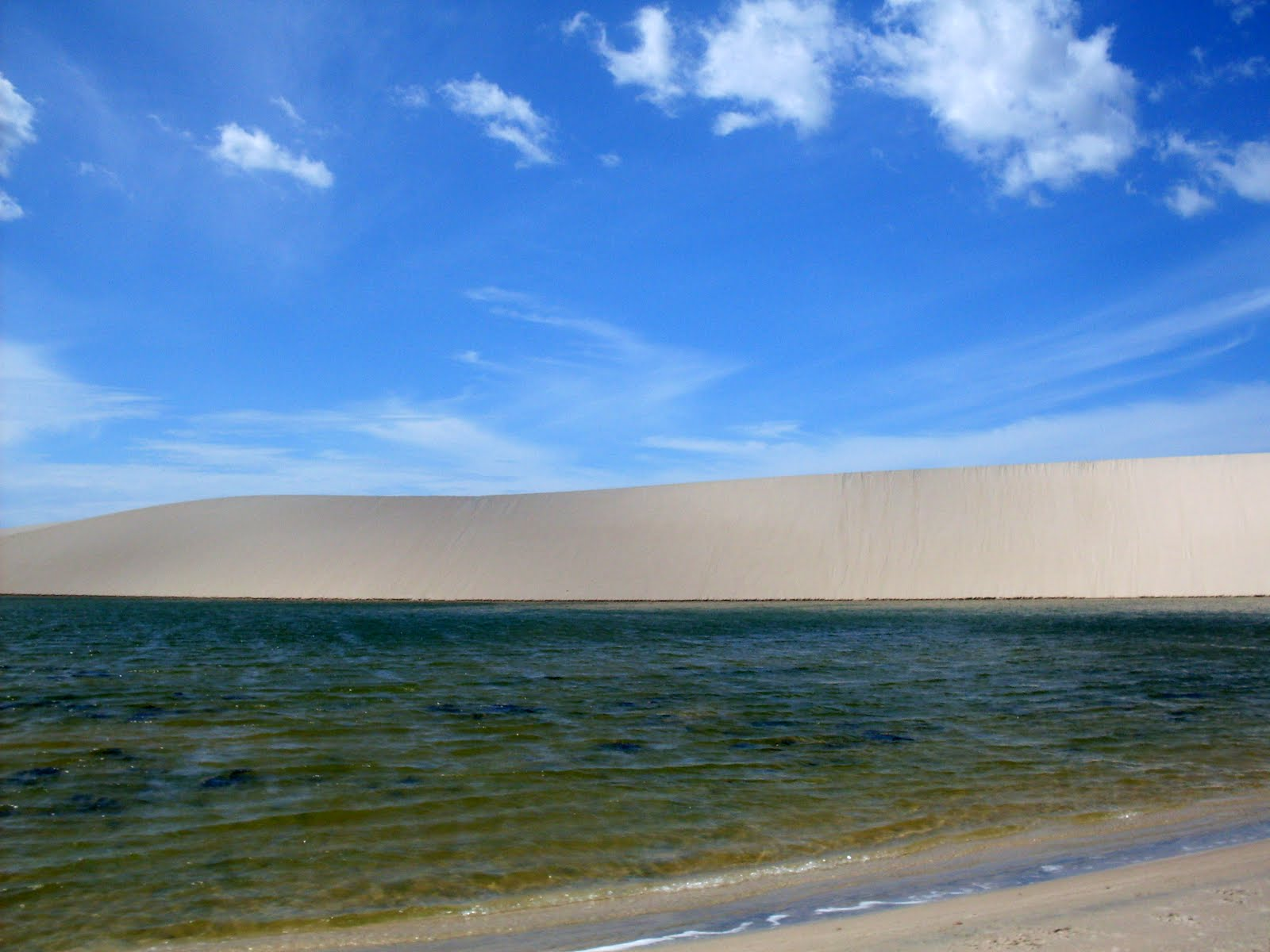
As dunas e lagoas de água cristalina são algumas das principais atrações do parque

- Mangue Seco: é um pequeno povoado localizado a oeste da vila, no meio das dunas. Sua principal atração é uma lagoa que se encontra em meio a elas, margeada por uma pequena faixa de mangue que foi ocupado pelo mar.

- Nova Tatajuba: localiza-se a 25km da vila principal, seguindo pelo litoral oeste, já próxima ao município vizinho de Camocim. É um pequeno povoado, ainda primitivo. Algumas de suas dunas estão em processo de cristalização, ou seja, estão comprimindo-se e formando colinas denominadas dunas mortas. Chama-se Nova porque a antiga foi soterrada pelas dunas.

- Pedra Furada: é o ícone de Jericoacoara. Está localizado na região rochosa de Jericoacoara chamada de Serrote, que tem quase 2km de extensão. Constitui-se de uma enorme formação rochosa em forma de arco/portal esculpida pela ação das ondas do mar. Durante o período que se estende de 15 de julho a 15 de agosto, o sol, ao se pôr, encaixa-se no buraco da pedra. Na maré baixa, o acesso ao local é feito por um passeio pela praia de cerca de 30 minutos. O percurso até ela é marcado por paisagens de praias, grutas, como o Poço da Princesa, e peculiares formações rochosas.

- Duna do Pôr-do-Sol: a oeste da vila de pescadores, há a grande duna, local mais procurado para se ver o pôr-do-sol em Jericoacoara. Fica ao lado da Praia das Canoas. É famosa por ser possível assistir ao sol nascer e se pôr no oceano, em decorrência de sua localização peninsular.

- Praia da Malhada: importante praia da região. É muito procurada para a prática do surf.

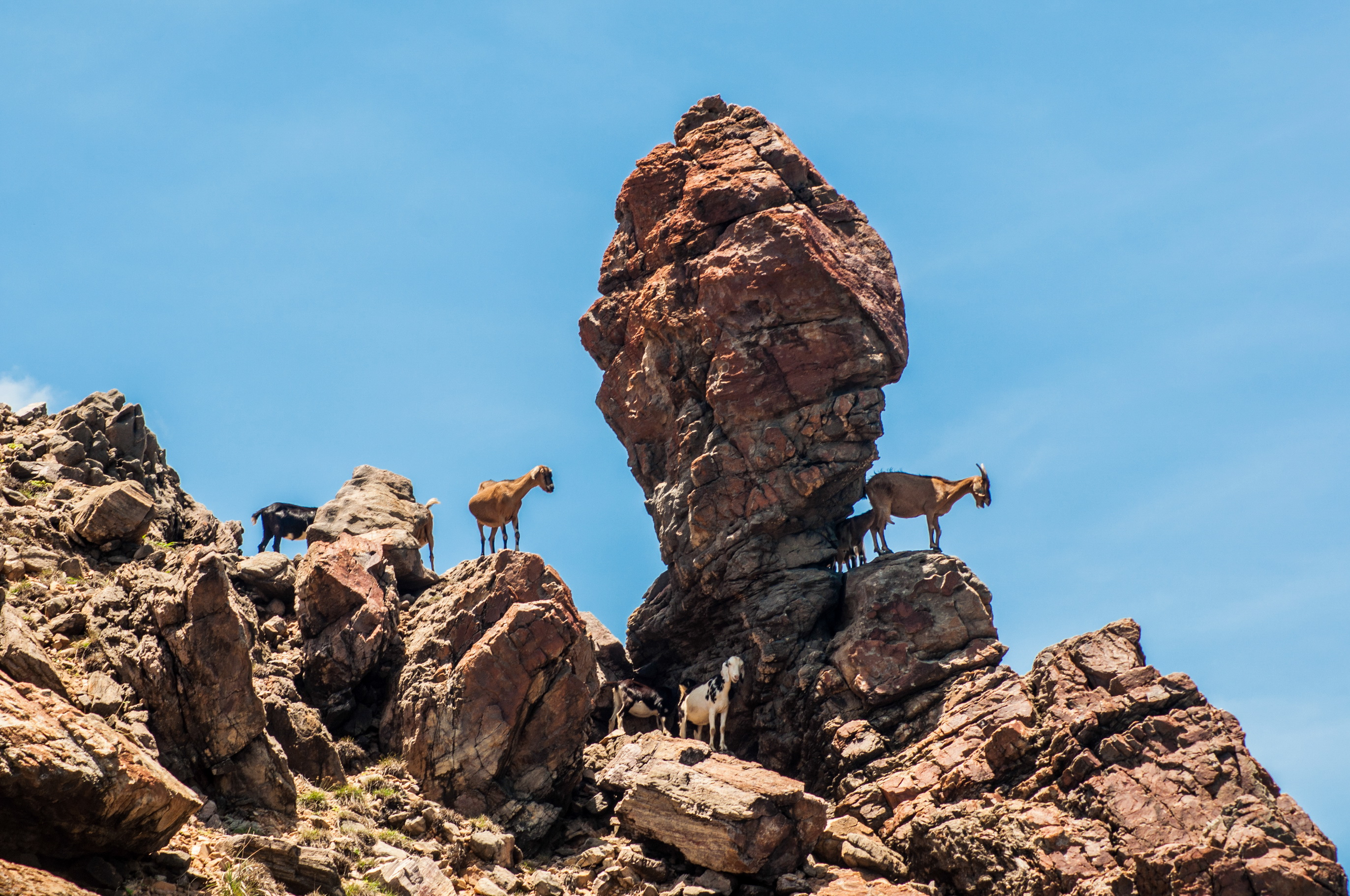
Formações rochosas próximas à região do Serrote

- Praia do Preá: localizada a leste do Parque Nacional, sua vila de pescadores é uma das portas de entrada de Jericoacoara, distante 17km da sede. A pesca é abundante na região e a culinária de peixes, camarões e lagostas é tradicional. A praia é perfeita para a prática de kitesurf.

- Serrote: uma pequena serra de aproximadamente 100m de altura que se destaca dentre a plenitude das dunas. Deu origem ao nome da vila de pescadores que resiste, até hoje, logo antes da arrebentação do mar. Vista de alto mar, tem-se a impressão de que ela tem o formato de um jacaré deitado.

## Antecedentes legais

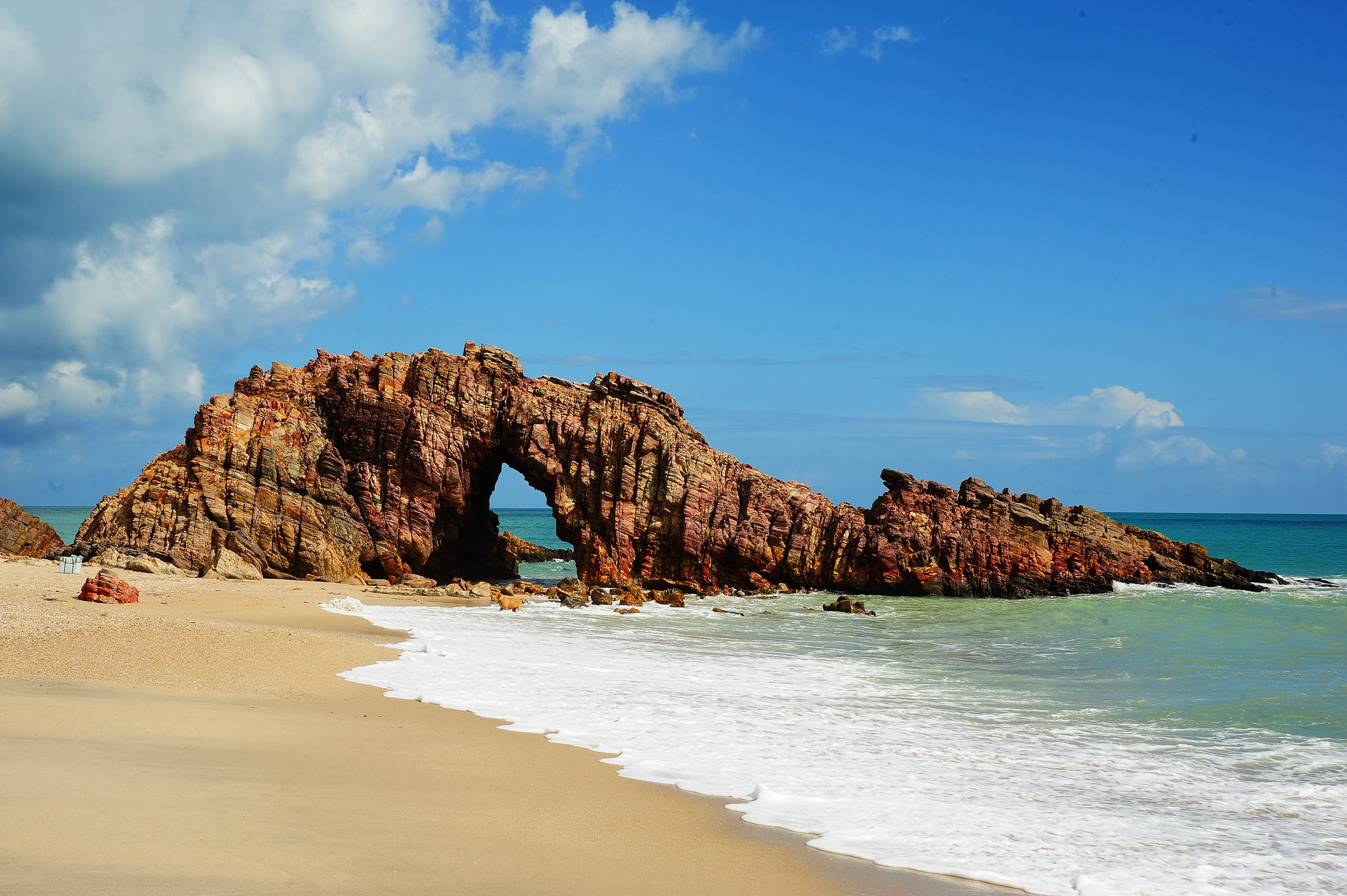
Formação rochosa em Jericoacoara

O Parque Nacional de Jericoacoara foi criado em fevereiro de 2002, com área de 8.416 hectares, a partir da recategorização parcial da Área de Proteção Ambiental de Jericoaquara criada em 1984, estabelecida pelo Decreto 90 379 de 29 de Outubro de 1984, nos municípios de Jijoca de Jericoaquara e Cruz, no estado do Ceará.
Seu limite foi redefinido em junho de 2007, ampliando a área para 8.850 hectares, incluindo, também, uma faixa marítima com um quilômetro de largura, paralela à linha costeira.

## Aspectos físicos e biológicos

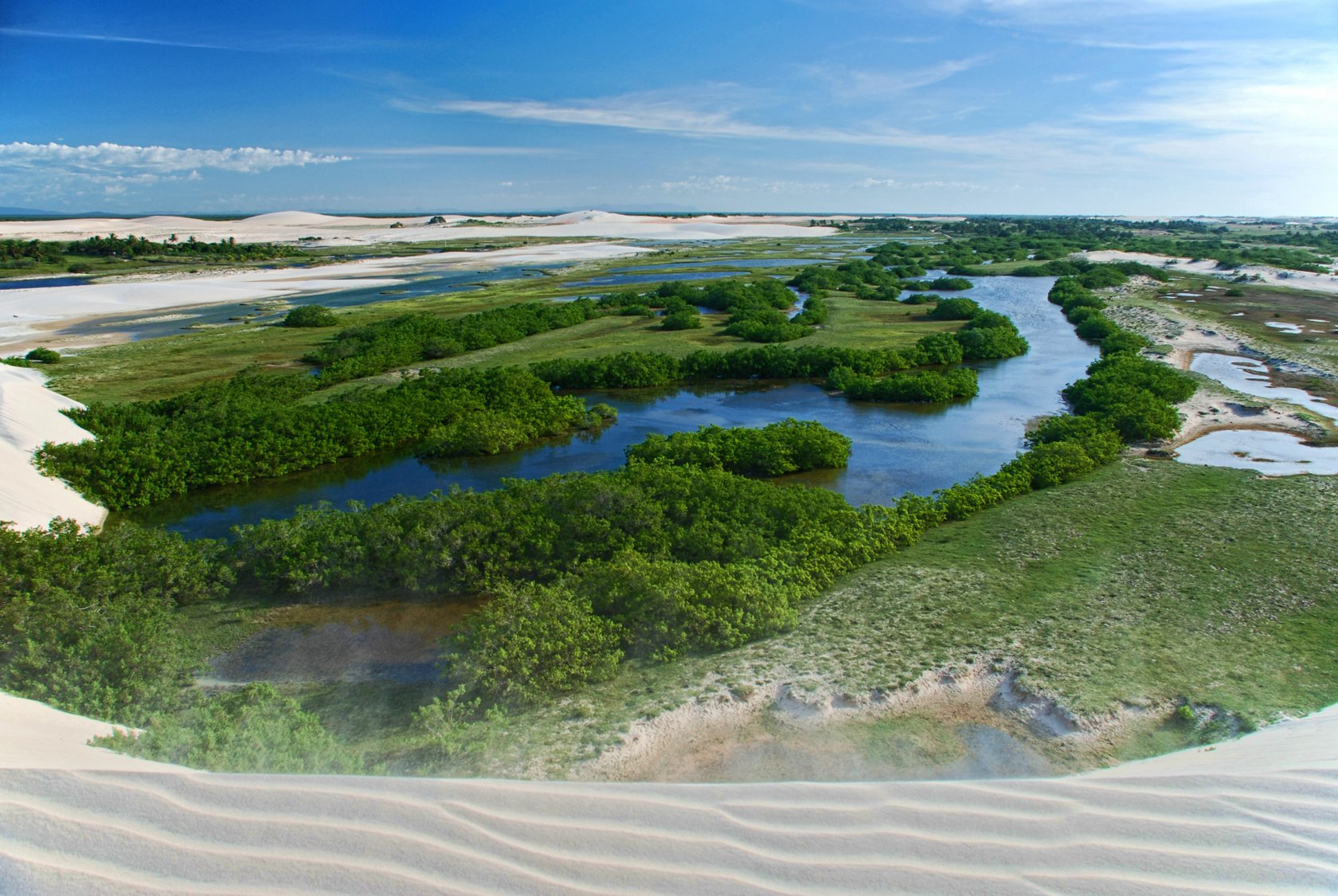
Vegetação do Parque de Jericoacoara.

### Clima
O clima da região é caracterizado como quente e úmido, com chuvas do verão ao outono, com temperaturas médias oscilando entre 35 °C e 22 °C e com o período de seca variando de cinco a seis meses. A média anual pluviométrica é de 1 364 mm.

### Relevo
O ambiente costeiro apresenta-se extremamente vulnerável e composto por paisagens distintas: serrote, restinga, dunas, lagoas, tabuleiro, manguezal, gramados halofíticos e praias.

### Vegetação

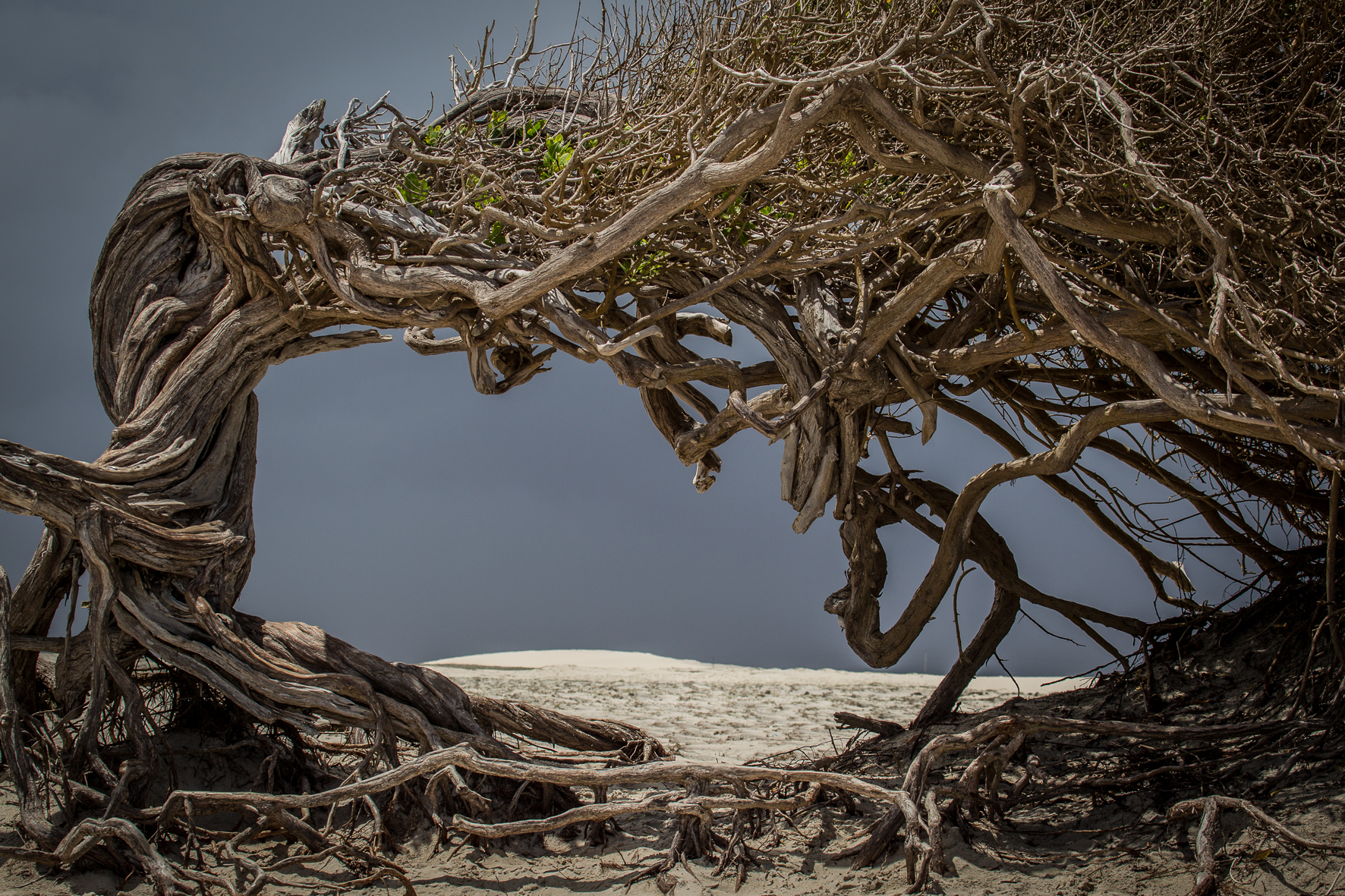
Árvore da Preguiça.

Possui bioma costeiro. A vegetação é caracterizada por diversas fitofisionomias, como cerrado, caatinga. Vegetação de porte herbáceo e gramíneas.

### Fauna
A fauna desta região é representada principalmente pela avifauna, ictiofauna e cetáceos, porém, há evidências de mamíferos de pequeno e médio porte. Há 38 famílias de aves no local, e várias espécies são raras ou estão ameaçadas de extinção.